# Едуард Новак
Едуард Новак (чеськ. Eduard Novák; нар. 27 листопада 1946, Буштеград, Кладно, Середньочеський край, Чехословаччина — пом. 21 жовтня 2010) — чехословацький хокеїст, нападник.
Чемпіон світу 1976, 1977. Член зали слави чеського хокею (з 2010 року) та «Клубу хокейних снайперів» (354 голи).

## Клубна кар'єра
16 сезонів провів у складі СОНПа із Кладно (1963-1965, 1967-1980, 1982-1983). П'ять разів здобував золоті нагороди національного чемпіонату (1975-1978, 1980). Володар кубка європейських чемпіонів 1977 року. В лізі також грав за «Дуклу» з м. Кошиці (1965–1966) та ТЕ із Готвальдова (1980–1981). Сезон 1966-67 у команді другого дивізіону «Дукла» (Пісек). Всього в чехословацькій хокейній лізі провів 360 матчів (306 голів).
У сезоні 1981-82 грав за австрійський «Клагенфурт АК»,потім у японському клубові «Фурукава Денко» (1982–1984). Наступного року завершив виступи у складі німецького «Дуйсбурга» (1984–1985). У складі двох останніх команд грав разом з Франтішеком Каберле.

## Виступи у збірній
У складі національної збірної був учасником двох Олімпіад (1972, 1976). У Саппоро здобув бронзову нагороду, а через чотири року в Інсбруку — срібну.
Брав участь у чотирьох чемпіонатах світу та Європи (1971, 1975-1977). Чемпіон світу 1976, 1977; другий призер 1971, 1975. На чемпіонатах Європи — три золоті (1971, 1976, 1977) та одна срібна нагорода (1975).  На чемпіонатах світу та Олімпійських іграх провів 32 матчі (23 закинуті шайби), а всього у складі збірної Чехословаччини — 113 матчів (48 голів).

## Тренерська діяльність
На тренерській ниві почав працювати відразу після завершення ігрової кар'єри. Очолював СОНП (1986–1987),  «Злін» (1988-89, 1996-97), «Шкоду» (1992–1993), «Дуйсбург» (1993–1995), «Кельнер Гайє» (1993–1994). З 2001 року, разом з Франтішеком Каберле, працював у хокейній школі міста Маріанські Лазні.

## Нагороди та досягнення
| Нагороди                     | Команда        | Кіл. | Роки                         |
| ---------------------------- | -------------- | ---- | ---------------------------- |
| Олімпійські ігри             |                |      |                              |
| Срібло                       | Чехословаччина | 1    | 1976                         |
| Бронза                       | Чехословаччина | 1    | 1972                         |
| Чемпіонат світу              |                |      |                              |
| Золото                       | Чехословаччина | 2    | 1976, 1977                   |
| Срібло                       | Чехословаччина | 2    | 1971, 1975                   |
| Чемпіонат Європи             |                |      |                              |
| Золото                       | Чехословаччина | 3    | 1071, 1976, 1977             |
| Срібло                       | Чехословаччина | 1    | 1975                         |
| Кубок європейських чемпіонів |                |      |                              |
| Володар                      | СОНП (Кладно)  | 1    | 1977                         |
| Фіналіст                     | СОНП (Кладно)  | 4    | 1975, 1976, 1978, 1979       |
| Чемпіонат Чехословаччини     |                |      |                              |
| Золото                       | СОНП (Кладно)  | 5    | 1975, 1976, 1977, 1978, 1980 |